# Зоопарк и аквариум Осиека
Зоопарк и аквариум Осиека (хорв. Zoološki vrt i akvarij grada Osijeka) — городской зоопарк и аквариум, расположенный в хорватском городе Осиеке. Это самый крупный из 3-х хорватских зоопарков.
Расположен на левом берегу реки Драва в тихой и спокойной зоне, удаленной от городского шума, полной зелени и свежего воздуха, что действительно делает зоосад местом для спокойной жизни животных, а также местом для отдыха и досуга горожан и гостей Осиек.
Зоопарк в Осиеке был создан в 1955 году, и до 1966 он оставался самостоятельным учреждением, а в дальнейшем находился и находится теперь в коммунальной собственности.
Ныне это один из трех хорватских зоопарков, причем самый большой из них — его площадь составляет 11 Га. На этой территории содержатся около 650 животных около 100 биологических видов. Ежегодно (в 2000-е) зоопарк и аквариум посещают около 100 тысяч человек.